# Хендерсън (Невада)
Хендерсън (на английски: Henderson) е град в щата Невада, САЩ. Градът е в близост до Лас Вегас. Населението на Хендерсън е 302 539 жители (по приблизителна оценка от 2017 г.), а общата му площ е 206,40 квадратни километра. Хендерсън се намира в окръг Кларк.